# Dzielnica!
Dzielnica! (węg. Nyócker!) – film animowany z 2004 roku, produkcji węgierskiej.